# 고길덕
고길덕(高吉德, ?~?)는 흥료국의 관리이다.

## 생애
발해 지배층 후손이었던 그는 대연림(大延琳)이 부흥운동을 일으키고 흥료국(興遼國)을 건국하자 그는 고려 왕실을 찾아 이 사실을 알리고 요나라로부터의 도움을 요청했다. 하지만 고려는 요청을 받아드리지 않았고 다음해인 1030년 정월에 수부원외랑(水部員外郞)을 맡던 그는 3차로 다시 고려에 글을 올려 도움을 요청했지만 고려는 도움을 주지 않았다.